# Gens Cacia
La gens Cacia (en latín, gens Catia) fue una familia de plebeyos de la Antigua Roma del tiempo de la segunda guerra púnica, en el siglo III a. C. La gens tuvo poca importancia durante la República, pero alcanzó varios consulados en tiempo imperial.

## Origen de lagens
Los Cacios puede haber sido vestinos de origen. Se cree [¿quién?] que Cayo Cacio, que sirvió bajo Marco Antonio, pertenecía a este antiguo pueblo. Sin embargo, los miembros de la familia estaban ya en Roma por el tiempo de la segunda guerra púnica, cuando Quinto Cacio era edil curul. El filósofo Cacio era ínsubro, un indígena de la Galia Cisalpina, y puede haber sido un liberto de la gens o quizás su nombre surgió por coincidencia.